# TNFAIP1
BTB/POZ TNFAIP1 es una proteína que en humanos está codificada por el gen TNFAIP1.

## Descripción
Este gen fue identificado como un gen cuya expresión puede ser inducida por el factor de necrosis tumoral alfa (TNF) en las células endoteliales de la vena umbilical. Los estudios de un gen similar en ratones sugieren que la expresión de este gen está regulada por el desarrollo de una manera específica del tejido.